# Zakariás József
Zakariás József (Budafok, 1924. március 5. – Budapest, 1971. november 22.) olimpiai bajnok magyar labdarúgó, edző, az Aranycsapat balfedezete, 35 válogatott mérkőzésen játszott.

## Pályafutása
Játszott  a londoni „évszázad mérkőzésén”, tagja volt a helsinki olimpia bajnok csapatának és játszott a berni világbajnoki döntőben is. Az egyetlen játékos, aki a berni vereség után nem lett többé válogatott. A Budapesti Bástyával és a  Vörös Lobogóval kétszer volt magyar bajnok és megnyerte a Mitrópa kupát. Farkasréten nyugszik, 47 évet élt.

## Sikerei, díjai
- Olimpiai-bajnok (1): 1952
- Világbajnoki-ezüstérmes (1): 1954
- Munka Érdemrend (1953)[3]
- A Magyar Népköztársaság Érdemes Sportolója (1954)[4]

## Statisztika

### Mérkőzései a válogatottban
| Magyarország | Magyarország         | Magyarország                        | Magyarország       | Magyarország | Magyarország  | Magyarország          | Magyarország | Magyarország |
| #            | Dátum                | Helyszín                            | Hazai              | Eredmény     | Vendég        | Kiírás                | Gólok        | Esemény      |
| ------------ | -------------------- | ----------------------------------- | ------------------ | ------------ | ------------- | --------------------- | ------------ | ------------ |
| 1.           | 1947. augusztus 20.  | Budapest, Üllői úti stadion         | Magyarország       | 3 – 0        | Albánia       | Balkán-kupa           | -            |              |
| 2.           | 1948. május 23.      | Tirana, Qernal Stafa-stadion        | Albánia            | 0 – 0        | Magyarország  | Balkán-kupa           | -            |              |
| 3.           | 1948. június 6.      | Újpest, Megyeri úti stadion         | Magyarország       | 9 – 0        | Románia       | Balkán-kupa           | -            |              |
| 4.           | 1948. szeptember 19. | Varsó                               | Lengyelország      | 2 – 6        | Magyarország  | Balkán-kupa           | -            |              |
| 5.           | 1948. október 3.     | Újpest, Megyeri úti stadion         | Magyarország       | 2 – 1        | Ausztria      | barátságos            | -            |              |
| 6.           | 1948. október 24.    | Bukarest                            | Románia            | 1 – 5        | Magyarország  | Balkán-kupa           | -            |              |
| 7.           | 1948. november 7.    | Szófia, Junak Stadion               | Bulgária           | 1 – 0        | Magyarország  | Balkán-kupa           | -            |              |
| 8.           | 1949. április 10.    | Prága                               | Csehszlovákia      | 5 – 2        | Magyarország  | Európa-kupa           | -            |              |
| 9.           | 1949. október 16.    | Bécs, Práter stadion                | Ausztria           | 3 – 4        | Magyarország  | barátságos            | -            |              |
| 10.          | 1949. október 30.    | Újpest, Megyeri úti stadion         | Magyarország       | 5 – 0        | Bulgária      | barátságos            | -            | 70'          |
| 11.          | 1949. november 20.   | Újpest, Megyeri úti stadion         | Magyarország       | 5 – 0        | Svédország    | barátságos            | -            |              |
| 12.          | 1950. november 12.   | Szófia, Narodna Armija-stadion      | Bulgária           | 1 – 1        | Magyarország  | barátságos            | -            | 46'          |
| 13.          | 1951. november 18.   | Budapest, Megyeri úti stadion       | Magyarország       | 8 – 0        | Finnország    | barátságos            | -            |              |
| 14.          | 1952. május 18.      | Budapest, Üllői úti stadion         | Magyarország       | 5 – 0        | NDK           | barátságos            | -            |              |
| 15.          | 1952. május 24.      | Moszkva, Dinamo-stadion             | Moszkva-válogatott | 1 – 1        | Magyarország  | barátságos            | -            |              |
| 16.          | 1952. július 21.     | Helsinki, Pallokenttä stadion (FIN) | Magyarország       | 3 – 0        | Olaszország   | olimpiai nyolcaddöntő | -            |              |
| 17.          | 1952. július 24.     | Kotka, Kotka stadion (FIN)          | Magyarország       | 7 – 1        | Törökország   | olimpiai negyeddöntő  | -            |              |
| 18.          | 1952. július 28.     | Helsinki, Olimpiai Stadion (FIN)    | Magyarország       | 6 – 0        | Svédország    | olimpiai elődöntő     | -            |              |
| 19.          | 1952. augusztus 2.   | Helsinki, Olimpiai Stadion (FIN)    | Jugoszlávia        | 0 – 2        | Magyarország  | olimpiai döntő        | -            |              |
| 20.          | 1952. szeptember 20. | Bern, Wankdorf Stadion              | Svájc              | 2 – 4        | Magyarország  | Európa-kupa           | -            |              |
| 21.          | 1952. október 19.    | Budapest, Megyeri úti stadion       | Magyarország       | 5 – 0        | Csehszlovákia | barátságos            | -            |              |
| 22.          | 1953. április 26.    | Budapest, Megyeri úti stadion       | Magyarország       | 1 – 1        | Ausztria      | barátságos            | -            |              |
| 23.          | 1953. május 17.      | Róma, Olimpiai Stadion              | Olaszország        | 0 – 3        | Magyarország  | Európa-kupa           | -            |              |
| 24.          | 1953. július 5.      | Stockholm, Råsunda Stadion          | Svédország         | 2 – 4        | Magyarország  | barátságos            | -            |              |
| 25.          | 1953. október 4.     | Prága, Hadsereg-stadion             | Csehszlovákia      | 1 – 5        | Magyarország  | barátságos            | -            |              |
| 26.          | 1953. október 11.    | Bécs, Práter-stadion                | Ausztria           | 2 – 3        | Magyarország  | barátságos            | -            |              |
| 27.          | 1953. november 15.   | Budapest, Népstadion                | Magyarország       | 2 – 2        | Svédország    | barátságos            | -            |              |
| 28.          | 1953. november 25.   | London, Wembley Stadion             | Anglia             | 3 – 6        | Magyarország  | barátságos            | -            |              |
| 29.          | 1954. február 12.    | Kairó                               | Egyiptom           | 0 – 3        | Magyarország  | barátságos            | -            |              |
| 30.          | 1954. április 11.    | Bécs, Práter-stadion                | Ausztria           | 0 – 1        | Magyarország  | barátságos            | -            |              |
| 31.          | 1954. május 23.      | Budapest, Népstadion                | Magyarország       | 7 – 1        | Anglia        | barátságos            | -            |              |
| 32.          | 1954. június 20.     | Bázel, St. Jakob stadion (SUI)      | Magyarország       | 8 – 3        | NSZK          | vb-csoportkör         | -            |              |
| 33.          | 1954. június 27.     | Bern, Wankdorfstadion (SUI)         | Magyarország       | 4 – 2        | Brazília      | vb-negyeddöntő        | -            |              |
| 34.          | 1954. június 30.     | Lausanne, Olimpiai Stadion (SUI)    | Magyarország       | 4 – 2        | Uruguay       | vb-elődöntő           | -            |              |
| 35.          | 1954. július 4.      | Bern, Wankdorf Stadion (SUI)        | NSZK               | 3 – 2        | Magyarország  | vb-döntő              | -            |              |
|              | Összesen             |                                     |                    | 35           | mérkőzés      |                       | 0            | gól          |

## Emlékezete

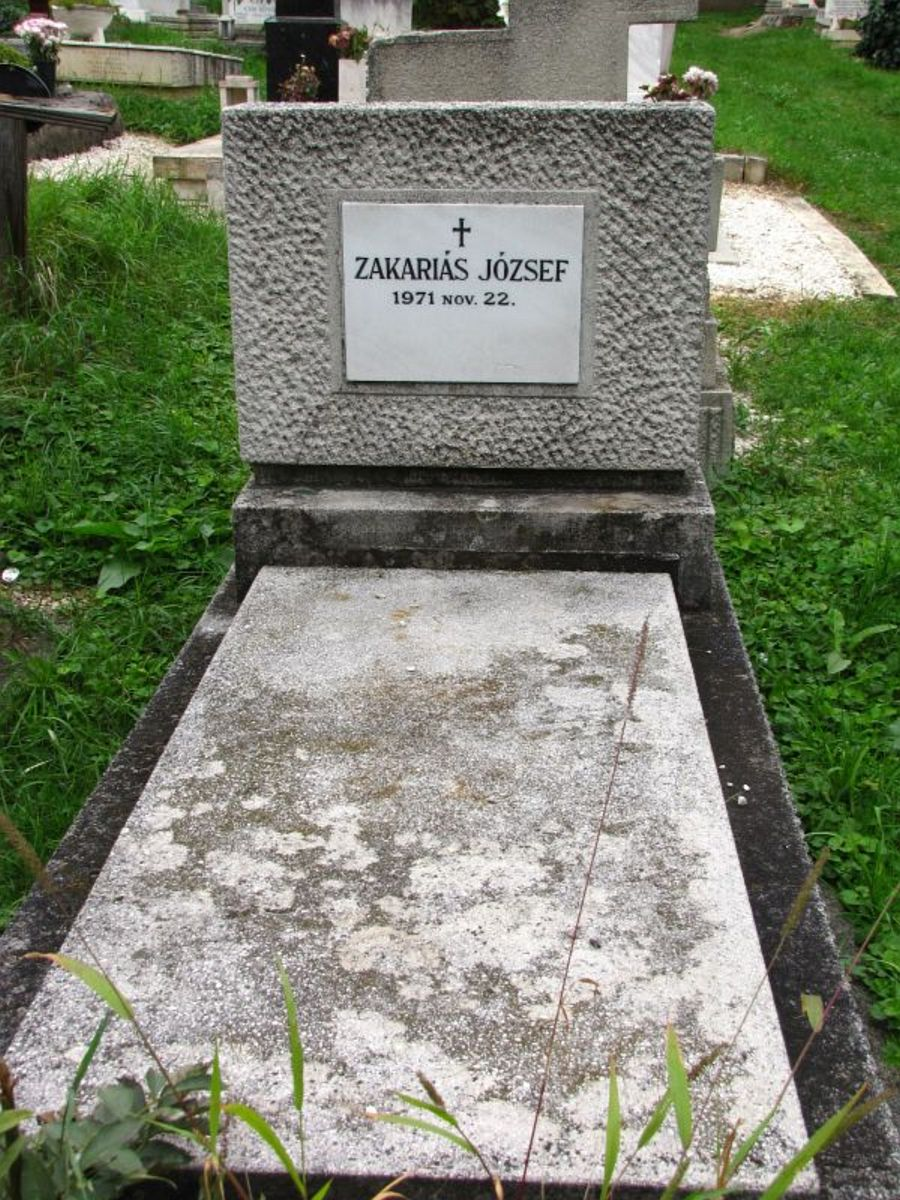
Sírja a Farkasréti temetőben (11/2-1-243)

- 2011 november 25-én a londoni 6:3-as győzelem évfordulóján MÁV 470 010-4 számú Siemens Taurus mozdonyára az Aranycsapat tagjaként Zakariás József is felkerült. A vállalat így állított emléket a legendás csapatnak.[5]
- 2011-ben utcát neveztek el róla Budapesten.